# Природный парк Мадейры
Природный парк Мадейры (порт. Parque Natural da Madeira) — природный парк на острове Мадейра в одноимённой провинции Португалии. Создан в 1982 году для охраны природного наследия архипелага и содержит ряд исчезающих видов.